# Asutifi South District
| \| \| |
|       |

|  |

Der Asutifi South District ist ein Distrikt innerhalb der Ahafo Region im Westen Ghanas mit einer Gesamtfläche von 597,2 Quadratkilometern. Hauptort und größte Ortschaft ist Hwidiem. Die Einwohnerzahl betrug im Jahr 2019 etwa 66.300; bei der Volkszählung 2010 hatte der Asutifi South District etwa 53.600 Einwohner.

## Geschichte
Im Zuge des Dezentralisierungsprozesses unter Präsident Jerry Rawlings wurde im März 1989 der Asutifi District gebildet. Der Asutifi South District entstand im Juni 2012 gemeinsam mit dem Asutifi North District durch Teilung dieses Distrikts (Legislative Instrument 2054). Bis zum Februar 2019 gehörte das Gebiet zur aufgelösten Brong Ahafo Region.

## Geographie
Der Asutifi South District grenzt an die Distrikte Asunafo North Municipal, Asunafo South, Asutifi North und Tano North Municipal der Ahafo Region, außerdem an die Distrikte Ahafo Ano North Municipal, Ahafo Ano South West und Atwima Mponua der Ashanti Region.

## Ortschaften
Die zwanzig größten Ortschaften des Asutifi South Districts sind:
- Acherensua
- Amanfrom
- Asukese No. 2
- Dadiesoaba
- Georgekrom
- Hwidiem
- Konkotreso
- Kwaku Numakrom
- Mankesem
- Mehame
- Mehame Nkwanta
- Nkasiem
- Nkrankrom
- Ohiatua
- Okoyotse (Sunkwa)
- Oseikrom
- Sienkyem
- Tenso
- Tettehkrom (Apotoyewa)
- Woramumuso